# Molophilus (Molophilus) walpole
Molophilus (Molophilus) walpole is een tweevleugelige uit de familie steltmuggen (Limoniidae). De soort komt voor in het Australaziatisch gebied.